# Hollywood A.D.
«Hollywood A.D.» es el decimonoveno episodio de la séptima temporada de la serie de televisión estadounidense de ciencia ficción The X-Files. Se estrenó en la cadena Fox en los Estados Unidos el 30 de abril de 2000. El episodio es una historia del «monstruo de la semana», desconectada de la amplia mitología de la serie. «Hollywood A.D.» obtuvo una calificación Nielsen de 7,7, siendo visto por 12.88 millones de personas en su transmisión inicial. El episodio recibió críticas en gran medida positivas, y muchos críticos aprobaron la naturaleza humorística del episodio.
El programa se centra en los agentes especiales del FBI Fox Mulder (David Duchovny) y Dana Scully (Gillian Anderson) que trabajan en casos relacionados con lo paranormal, llamados expedientes X. Mulder cree en lo paranormal, mientras que la escéptica Scully ha sido asignada para desacreditar su trabajo. En este episodio, Wayne Federman, un emprendedor productor de Hollywood y amigo de la universidad de Walter Skinner (Mitch Pileggi) recoge la idea de una película basada en los expedientes X, sin embargo, Mulder y Scully encuentran que el nivel de realismo en su representación ficticia es algo cuestionable. Mientras tanto, durante la filmación de la película, Mulder y Scully investigan el misterioso «Cuenco de Lázaro», un artefacto que supuestamente tiene grabadas en su superficie las palabras exactas que Jesucristo pronunció para resucitar a Lázaro de entre los muertos.
«Hollywood A.D.» fue escrito y dirigido por la estrella de la serie David Duchovny, su segundo crédito como guionista y director después del episodio de la sexta temporada «The Unnatural». El episodio, escrito con un tono «autorreferencial», presenta una miríada de estrellas invitadas, entre las que se incluyen, sobre todo, Garry Shandling y Téa Leoni, quienes interpretan a Mulder y Scully, respectivamente, en la película ficticia del episodio. La propia Leoni también era la esposa de Duchovny en ese momento. El episodio en sí contiene varios chistes internos y referencias colocadas deliberadamente por Duchovny.

## Argumento
El amigo de la universidad de Walter Skinner, el productor de Hollywood Wayne Federman, está involucrado en un proyecto cinematográfico sobre el FBI. Durante la fase de investigación de Federman, Skinner le da acceso a Fox Mulder y Dana Scully, quienes investigan el intento de asesinato del cardenal O'Fallon. Federman acompaña e interrumpe constantemente a los agentes. Mientras busca en las catacumbas de la iglesia de O'Fallon, Mulder encuentra los restos de Micah Hoffman, un contraculturalista desaparecido de la década de 1960. Al registrar el apartamento de Hoffman, encuentran bombas y herramientas falsificadas, así como un evangelio falsificado de María Magdalena. Mulder y Federman regresan a las catacumbas y encuentran varios esqueletos y piezas del evangelio falsificado. Federman se aleja y se topa con huesos animados, que intentan ensamblar una pieza de cerámica destrozada. Él entra en pánico y abandona la escena.
Mientras examinan la cerámica, Scully le cuenta a Mulder la historia del «Cuenco de Lázaro», en el que la tía de Lázaro había estado haciendo un cuenco de arcilla cuando Jesucristo lo resucitó. Luego, las palabras de Cristo se grabaron en las ranuras del cuenco como en un disco fonográfico. Mulder le lleva la reliquia a Chuck Burks, quien, después de realizar un análisis sonoro, descubre voces en arameo: en una parte del audio, un hombre le ordena a otro que se levante de entre los muertos. El otro contiene la letra de «I Am the Walrus» de The Beatles más una alusión a la leyenda urbana Paul está muerto.
Mulder visita a O'Fallon, quien admite que compró el evangelio falsificado de Hoffman, creyendo que era real. Mientras tanto, durante la autopsia de Hoffman, Scully experimenta una alucinación en la que vuelve a la vida en la mesa de operaciones y comienza a hablar. Más tarde, en la iglesia, Scully tiene una alucinación de Hoffman en el lugar de Jesús en un gran crucifijo. Mulder arresta a O'Fallon por el asesinato de Hoffman, pero Hoffman entra ileso. Les dice a los agentes que si bien inicialmente creó las falsificaciones para ganar dinero, llegó a creer que era la reencarnación de Cristo y bombardeó la iglesia para deshacerse de las falsificaciones «blasfemas». Skinner suspende a Scully y Mulder durante cuatro semanas debido a la confusión. Dieciséis meses después, O'Fallon mata a Hoffman en un asesinato-suicidio. Como tal, el expediente X nunca se resuelve realmente.
Durante su suspensión, Mulder y Scully se aventuran a Hollywood para ver la producción de la película de Federman. Se revela que la película de Federman se llamará The Lazarus Bowl, con Garry Shandling interpretando a Mulder y Téa Leoni interpretando a Scully. Una vez finalizada la filmación, Mulder y Scully asisten a una proyección de la película con Skinner, pero están decepcionados con la forma en que la película los retrata a ellos y al caso. Los agentes salen del plató tomados de la mano, presumiblemente de camino a la cena con la tarjeta de crédito del FBI que Skinner les dio después de ver la película, lo que insinúa la relación romántica continua entre ellos. Cuando se van, los muertos que descansaban debajo del set de filmación reviven y comienzan a bailar apasionadamente, lo que refuerza una teoría que Mulder hizo anteriormente en el episodio.

## Producción

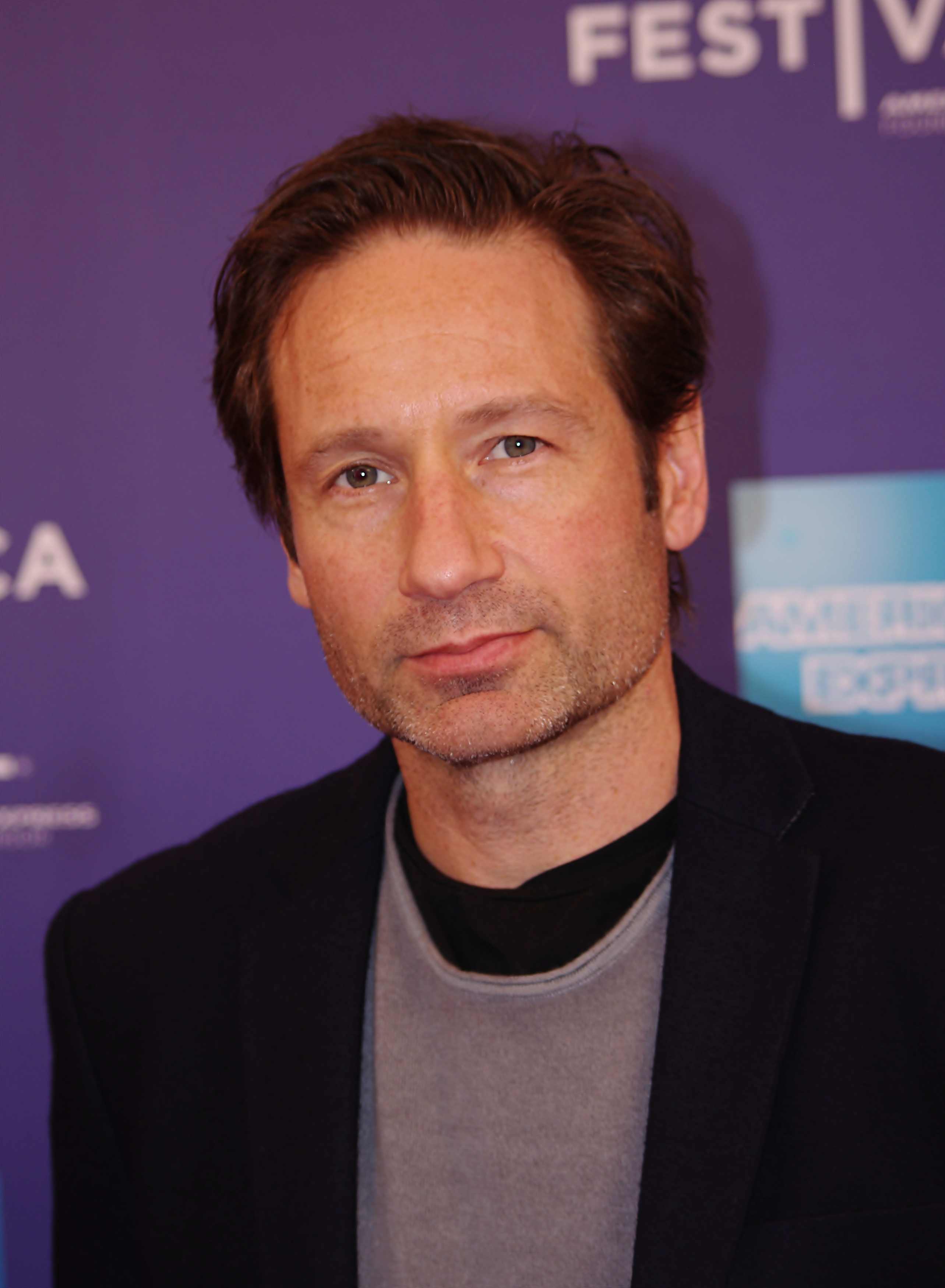
«Hollywood A.D.» fue escrito y dirigido por la estrella de la serie David Duchovny.

### Escritura y rodaje
«Hollywood A.D.» fue escrito y dirigido por el coprotagonista de la serie David Duchovny. Después de recibir comentarios muy positivos sobre su última creación, el episodio de la sexta temporada «The Unnatural», Duchovny se acercó al productor ejecutivo Frank Spotnitz sobre la posibilidad de escribir otro. Spotnitz le dio el visto bueno y pronto recibió una copia preliminar del guion. El creador de la serie, Chris Carter, estaba muy contento con la historia, calificándola de «una idea inteligente, [...] extravagante e inteligente» y luego la describió como «fuera de la norma, incluso para The X-Files». Después de que Carter aprobara el guion, Duchovny también asumió un papel activo en la preproducción.
Se requirió una cantidad «considerable» de dobles, trabajo de coreografía y maquillaje durante la producción de «Hollywood A.D.». Los especialistas fueron elegidos para trabajos no relacionados con las acrobacias, incluidos varios que se «transformaron» en zombis, un proceso tedioso que tardó cinco horas en completarse. Según los informes, la secuencia de baile al final del episodio tardó dos días completos en filmarse. El primer día se filmó durante la producción activa y el segundo se filmó el fin de semana. El último de los dos hizo uso de cromas, y cuando las dos escenas estuvieron terminadas, se compusieron en posproducción.

### Reparto
Duchovny eligió a varios miembros del equipo técnico de The X-Files en el episodio: Tina M. Amedrui, la mujer del servicio de artesanía real del programa, interpretó a Tina, la mujer del servicio de artesanía en la película de Wayne Federman. Bill Roe, el director de fotografía del programa, fue elegido como un zombi vegetariano. El asistente de dirección Barry K. Thomas fue elegido como uno de los hombres en el set de la película, Paul Rabwin fue elegido como productor y el coordinador de efectos especiales Bill Millar fue elegido como director de la película. Duchovny también eligió a su hermano, Daniel, como asistente de dirección. Gracias a su participación en este episodio, varios miembros de la familia y amigos de Duchovny pudieron postularse para su tarjeta del Sindicato de Actores de Cine, haciéndolos elegibles para el seguro de salud.
Téa Leoni, quien interpretó una versión ficticia de sí misma interpretando a Scully en la película de Wayne Federman, estaba casada con David Duchovny cuando se filmó este episodio, una decisión que el director de reparto Rick Millikan consideró «inteligente». Duchovny también eligió a su amigo y compañero actor Garry Shandling como una versión ficticia de sí mismo interpretando a Mulder en la película. A Shandling se le había pedido originalmente que interpretara a Morris Fletcher en el episodio de la sexta temporada «Dreamland», pero no estaba disponible en ese momento. La referencia a que Garry Shandling está enamorado de Mulder proviene de una broma recurrente del programa de televisión The Larry Sanders Show, protagonizada por Shandling. (En la broma recurrente, David Duchovny tiene un interés romántico en el personaje de Shandling).
La broma acerca de que Mulder quería que Richard Gere estuviera en The Lazarus Bowl surgió del hecho de que la actuación de Duchovny a menudo se comparaba con la de Gere. Duchovny explicó: «Siempre bromeábamos en el plató de que cuando hicieran la película iban a ser Richard Gere y Jodie Foster [interpretando a Mulder y Scully]. Así que originalmente escribí el adelanto para Richard Gere y Jodie Foster y simplemente empecé a pensar en ello y sabes, es mucho más divertido con Garry y Téa». La escena que presentaba el estreno de la película presentaba varios cameos de celebridades sin acreditar, entre ellos: Minnie Driver, David Alan Grier, y el mismo Chris Carter.

## Emisión y recepción
«Hollywood A.D.» se emitió por primera vez en los Estados Unidos el 30 de abril de 2000. Este episodio obtuvo una calificación Nielsen de 7,7, con una participación de 12, lo que significa que aproximadamente el 7,7 por ciento de todos los hogares equipados con televisión y el 12 por ciento de los hogares viendo la televisión, estaban sintonizados en el episodio. Fue visto por 12,88 millones de espectadores. Fox promocionó el episodio con el lema «¿Garry Shandling como el agente Mulder? ¿Téa Leoni como la agente Scully?».
La recepción de la crítica a «Hollywood A.D.» fue en su mayoría positiva. The Montreal Gazette nombró al episodio como el sexto mejor episodio independiente de X-Files, y escribió que «A pesar de agotar nuestro estómago por la comedia autorreflexiva, este episodio con guion y dirección de David Duchovny logra ofrecer algunas de las mejores risas de la serie». Rob Bricken de Topless Robot nombró a «Hollywood A.D.» como el séptimo episodio más divertido de X-Files. Jessica Morgan de Television Without Pity le dio al episodio una B, criticando levemente a los zombis bailarines al final del episodio. Sarah Kendzior de 11th Hour Magazine escribió que «mi [episodio] favorito de este año bien podría ser “Hollywood A.D.”, un segundo esfuerzo ambicioso, a menudo ingenioso y ocasionalmente defectuoso sobre la industria del entretenimiento, la religión y casi todo lo demás».  Rich Rosell de DigitallyObsessed.com otorgó al episodio 5 de 5 estrellas y escribió que «[la] escena de la «película» en la que Shandling/Mulder se enfrenta al pontífice fumador y su ejército de zombis francotiradores son cosas clásicas, y obtiene altas calificaciones para “Hollywood A.D.”». Kenneth Silber de Space.com, mientras criticó el episodio por deleitarse con la parodia, señaló que el episodio fue entretenido y escribió, «“Hollywood A.D.” es una parodia y, como tal, será insatisfactorio para muchos espectadores de X-Files, incluido este sufrido crítico, a quien le gustaría ver la culminación de la serie. en un desenlace dramático de varios episodios de su “arco de la mitología”. No obstante, este episodio tiene mérito como una parodia ingeniosa e imaginativa»."
Tom Kessenich, en su libro Examinations, le dio al episodio una crítica relativamente positiva. Escribió, «“Hollywood A.D.” fue el esfuerzo de dirección y escritura de Duchovny para esta temporada. [...] Duchovny no falló en entregar un episodio que realmente reflejaba su propio ingenio e inteligencia. Todo el tiempo manteniéndose fiel al espíritu del programa que lo hizo famoso». Zack Handlen de The A.V. Club le otorgó al episodio una «B+» y escribió que «es confuso y con frecuencia tan enamorado de ser raro por el bien de lo raro que todos olvidan que necesitamos al menos una pequeña justificación para juntar todo en el final». También lo llamó «un episodio difícil de no amar, francamente». Handlen sintió que el humor y la dulzura ayudaron a que el episodio fuera un éxito. También escribió que la dinámica de Mulder y Scully funcionó a favor del episodio.

## En otros medios
En el episodio «Killer Cable Snaps» de la serie de televisión de ciencia popular MythBusters, que se emitió el 11 de octubre de 2006, se probó la posibilidad de que el audio pudiera transcribirse en cerámica (el mito recibió un resultado de «mentira»). Se mostraron clips de «Hollywood A.D.» durante el segmento.
En una entrevista de marzo de 2021 con Emiko Tamagawa en el programa de National Public Radio Here and Now, David Duchovny dijo que su novela de 2021 Truly Like Lightning se originó en una investigación que había realizado sobre La Iglesia de Jesucristo de los Santos de los Últimos Días mientras escribía este episodio.